# 吴世雄
吴世雄（1951年—），北京市人，中华人民共和国政治人物、第十二届全国人民代表大会北京地区代表。
毕业于北京财贸学院财政专业，加入中国共产党。2013年，被选为全国人大代表。